# 尤寧敦 (肯塔基州)
尤寧敦（英語：Uniontown）是一個位於美國肯塔基州尤寧縣的城市。

## 地方資料
根據2020年美國人口普查的數據，尤寧敦的面積為2.44平方千米，當中陸地面積為2.20平方千米，而水域面積為0.24平方千米。當地共有人口929人，而人口密度為每平方千米380.74人。